# Sebeka
Sebeka är en ort i Wadena County, Minnesota, USA.